# Regno di Mercia
La Mercia (AFI: /ˈmɛrʧa/; in inglese antico Miercna rīċe; in latino Merciorum regnum) era uno dei sette regni anglosassoni presenti in quella che ora è l'Inghilterra e situato nella regione delle Midlands, il cui cuore era la valle del fiume Trent e dei suoi affluenti. Il nome risulta una versione latinizzata dell'antico inglese Mierce o Myrce (in dialetto sassone occidentale e in dialetto merciano Merce), che significa "popolo di confine" (come nel caso della Marca). La Mercia dominò per tre secoli quella che sarebbe poi diventata l'Inghilterra, sperimentando successivamente un graduale declino, fu il Wessex alla fine ad unire tutti i regni anglosassoni nel Regno d'Inghilterra.
La corte seguì un itinerario mobile nel corso dei secoli, circostanza che permette di dedurre l'assenza di una capitale fissa. Nel periodo iniziale della sua esistenza, pare che Repton fosse la sede di un'importante tenuta reale. Secondo la Cronaca anglosassone, fu proprio a Repton nell'873-874 che la grande armata danese depose il re di Mercia. Poco prima, Offa sembra si appoggiasse più sull'insediamento di Tamworth, dove tra l'altro era stato incoronato e aveva trascorso molti natali.
Per 300 anni (tra il 600 e il 900), avendo annesso o sottomesso in un rapporto di vassallaggio cinque degli altri sei regni dell'eptarchia (Anglia orientale, Essex, Kent, Sussex e Wessex), la Mercia dominava l'Inghilterra a sud del fiume Humber: tale fase è passata alla storia come periodo della supremazia merciana. Il regno di Offa, ricordato soprattutto per il suo vallo che designava il confine tra Mercia e i regni gallesi, è talvolta ricordato come "l'età dell'oro della Mercia". Nicholas Brooks fa notare che "i merciani si distinsero per essere il popolo più prospero tra quelli anglosassoni fino alla fine del IX secolo", mentre alcuni storici, come Frank Stenton, ritengono che l'unificazione dell'Inghilterra a sud dell'estuario Humber avvenne durante il mandato di Offa.
A livello religioso, la Mercia rimase a lungo un regno pagano: fu Peada a convertirsi al cristianesimo intorno al 656, con il risultato che la nuova fede si diffuse capillarmente e gradualmente nel regno alla fine del VII secolo. La diocesi di Mercia vide la luce nel 656, con il primo vescovo, Diuma, che risiedeva ed esercitava le sue mansioni a Repton. Dopo 13 anni, quando nel 669 era attivo il quinto vescovo in ordine di tempo, tale Chad, trasferì il vescovado a Lichfield, dove da allora la sede non mutò. Nel 691, la diocesi di Mercia andò trasformata a tutti gli effetti nella diocesi di Lichfield. Per un breve periodo tra il 787 e il 799, la diocesi rimase attiva in veste di arcivescovado, anche se fu dissolta nell'803. L'attuale vescovo, Michael Ipgrave, è il 99° dalla fondazione della diocesi.
Alla fine del IX secolo, in seguito alle invasioni dei vichinghi e della loro vasta armata, gran parte dell'ex territorio merciano finì assorbito nel Danelaw. Al suo apice, il Danelaw includeva Londra, tutta l'Anglia orientale e la maggior parte del nord dell'Inghilterra. L'ultimo sovrano di Mercia, Ceolwulf II, morì nell'879; è verosimile che in quel frangente il regno perse la sua indipendenza politica. Inizialmente governato da un signore o aldermanno sotto la signoria di Alfredo il Grande, che si autoproclamò "re degli anglosassoni", il regno visse una breve parentesi di autonomia a metà del X secolo, e ancora per poco nel 1016. Ad ogni modo, in quella fase era considerata una provincia all'interno del Regno d'Inghilterra, non un'entità politica indipendente.
La Mercia appare ancora oggi utilizzata come designazione geografica e il toponimo è utilizzato da una vasta gamma di organizzazioni, comprese unità militari, enti pubblici, commerciali e di volontariato.

## Toponimo
Il toponimo "Mercia" indicava in lingua inglese antica un "popolo di confine" (si vedano le marche gallesi), e l'interpretazione tradizionale è che il regno abbia avuto origine lungo la frontiera tra gli autoctoni gallesi e gli invasori anglosassoni. Tuttavia, P. Hunter Blair ha sostenuto un'interpretazione alternativa, cioè che i merciani proliferarono lungo la frontiera tra la Northumbria e gli insediamenti concentrati presso la valle del fiume Trent.

## Storia

### Storia antica

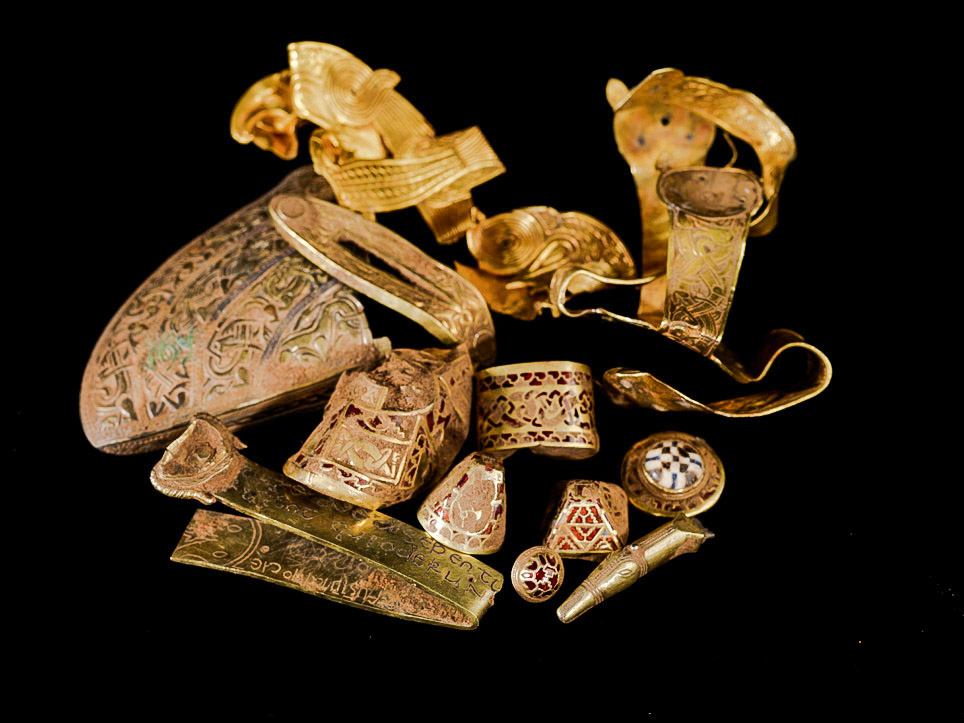
Il tesoro dello Staffordshire, scoperto in un campo a Hammerwich, vicino a Lichfield nel luglio 2009. Si tratta forse della più importante collezione di oggetti di epoca anglosassone trovati in Inghilterra

L'esatto sviluppo delle vicende storiche relative alla Mercia all'inizio dell'epoca anglosassone rimane più oscuro di quello della Northumbria, del Kent o del Wessex. La Mercia sviluppò un'efficace struttura politica e adottò il cristianesimo più tardi degli altri regni. Indagini archeologiche evidenziano che gli angli si stabilirono nelle terre a nord del fiume Tamigi nel VI secolo.
Sebbene le delimitazioni meno recenti saranno probabilmente destinate a rimanere ignote per sempre, la storiografia concorda sul fatto che «il territorio originario in mano ai merciani» includesse il grande crogiolo di tribù dell'Hidage concentrate nel sud del Derbyshire, nel Leicestershire, nel Nottinghamshire, nel Northamptonshire, nello Staffordshire e nel Warwickshire settentrionale.
La prima persona nominata in un documento in veste di re di Mercia risultò Creoda, considerato pronipote di Icel e sovrano del cosiddetto Regno degli Iclinga, nato attorno al 520. Salito al potere intorno al 584, costruì una fortezza a Tamworth, che divenne la residenza dei re di Mercia. La cronologia dei sovrani presenti nella regione è stata ricostruita nella seguente maniera. A Icel succedette il figlio Pybba, nel 593. Cearl, parente di Creoda, seguì Pybba nel 606; nel 615, Cearl diede sua figlia Cwenburga in sposa all'influente Edvino, a capo del Regno di Deira (precursore del Regno di Northumbria), al quale aveva dato rifugio mentre era un principe in esilio.
I re di Mercia erano l'unica casa dominante anglosassone nell'eptarchia nota per aver rivendicato un legame familiare diretto con una dinastia reale germanica risalente ad un'epoca precedente alla migrazione.

### Penda e la supremazia merciana

La Mercia e i principali regni anglosassoni nel 600 circa

Il successivo re di Mercia, Penda, regnò dal 626 o 633 circa fino al 655. Parte di ciò che si conosce di Penda deriva dal resoconto riferito da Beda il Venerabile, il quale non forniva un profilo lusinghiero della persona sia perché proveniente dalla Northumbria sia perché pagano. Tuttavia, Beda ammetteva che Penda consentì liberamente ai missionari cristiani di Lindisfarne in Mercia e non impedì loro di predicare. Nel 633, Penda e il suo alleato Cadwallon di Gwynedd sconfissero e uccisero Edvino, che era diventato non solo sovrano della Northumbria appena unificata, ma pure bretwalda, o sommo re, dei regni meridionali. In tale fase, la Mercia visse probabilmente una delle fasi di suo massimo splendore. Quando un altro sovrano della Northumbria, Osvaldo, sorse e reclamò nuovamente la signoria del sud, subì anche la sconfitta e la morte per mano di Penda e dei suoi alleati, nel 642, nel corso della battaglia di Maserfield. Nel 655, dopo un periodo travagliato vissuto dalla Northumbria, Penda guidò 30 pretendenti al trono di quella regione a combattere il legittimo re Oswiu nella battaglia di Winwaed, in cui Penda perse e la battaglia e la sua vita.
Lo scontro generò un crollo temporaneo del potere merciano. Il figlio di Penda, Peada, che si era convertito al cristianesimo a Repton nel 653, succedette al padre come re di Mercia. Oswiu installò Peada in qualità di vice-ré, anche se nella primavera del 656 quest'ultimo fu assassinato e Oswiu assunse il dominio diretto di tutta la Mercia. Una rivolta accaduta in tale regione, nel 658, respinse la spinta della Northumbria e vide comparire sullo scenario nazionale un altro figlio di Penda, Wulfhere, che amministrò la Mercia come un regno indipendente (sebbene verosimilmente continuò a rendere omaggio alla Northumbria per un po') fino alla sua morte, avvenuta nel 675. Wulfhere riuscì in un primo frangente a ripristinare il potere della Mercia, ma alla fine del suo regno dovette convivere con le conseguenze di una grave sconfitta causata dalla Northumbria. Il successivo dominante, Etelredo, sconfisse la Northumbria nella battaglia del Trent nel 679, stabilendo una volta per tutte il controllo a lungo conteso dell'antico regno di Lindsey. A Etelredo seguì Cenredo, figlio di Wulfhere: entrambi si distinsero nella loro vita più per le loro attività religiose che per qualsiasi altro contributo, mentre il regnante successivo subentrato nel 709, Ceolredo, veniva definito in una lettera di San Bonifacio come un giovane dissoluto morto pazzo. Con la dipartita di Ceolredo finiva il dominio dei diretti discendenti di Penda.
Ad un certo punto prima dell'adesione di Etelbaldo nel 716, i merciani conquistarono la regione intorno a Wroxeter, nota ai gallesi come Pengwern o come "il paradiso di Powys". Le elegie scritte da coloro che avevano perduto il possesso di quella terra rendono chiaro il dolore per quella perdita.

Una serie di mappe che illustrano la crescente egemonia della Mercia durante l'VIII secolo

Il successivo importante re di Mercia, Etelbaldo, regnò in un arco temporale assai punto, dal 716 al 757. Nei primi anni del suo regno dovette affrontare due forti oppositori, Witredo del Kent e Ine del Wessex. Quando Witredo si spense nel 725 e Ine abdicò nel 726 decidendo di diventare monaco a Roma, Etelbaldo riuscì a stabilire l'egemonia merciana sul resto degli anglosassoni a sud dell'Humber. Il vittorioso monarca subì una battuta d'arresto nel 752, quando i sassoni occidentali sotto Cutredo lo sconfissero, ma sembra aver ripristinato la sua supremazia sul Wessex entro il 757.
Nel luglio 2009, è stato ritrovato il tesoro aureo di Staffordshire di epoca anglosassone ad opera di Terry Herbert in un campo vicino a Lichfield, nello Staffordshire. L'insediamento fungeva da centro religioso di Mercia e i manufatti andarono provvisoriamente datati da Svante Fischer e Jean Soulat come risalenti intorno al 600-800 d.C. Se le ricchezze furono realizzate da anglosassoni di fede pagana o cristiani rimane poco chiaro, così come lo scopo a cui era stato destinato il lavoro.

### Regno di Offa e ascesa del Wessex

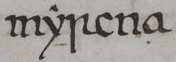
Un riferimento alla Mercia nella Cronaca anglosassone

Dopo l'omicidio di Etelbaldo ad opera di una delle sue guardie del corpo nel 757, scoppiò una guerra civile che si concluse con la vittoria di Offa, discendente di Pybba. Offa (al potere dal 757 al 796) dovette ricostruire l'egemonia che il suo predecessore aveva esercitato sugli inglesi del sud, e lo fece con tale successo che divenne il più grande re che la Mercia avesse mai conosciuto. Non solo prevalse in battaglia in diverse occasioni dominando in Inghilterra meridionale, ma prese anche parte attiva nell'amministrazione degli affari del suo regno, fondando città di mercato e sovrintendendo alle prime grandi emissioni di monete d'oro in Gran Bretagna. Assunse inoltre un ruolo nell'amministrazione della Chiesa cattolica in Inghilterra (battendosi per la promozione dell'arcivescovado di Lichfield di breve durata, dal 787 al 799), e negoziò persino con Carlo Magno da pari a pari. A Offa viene attribuita la costruzione del vallo omonimo che segnava il confine tra Galles e Mercia.
Offa si sforzò di assicurarsi che suo figlio Ecgfrith gli succedesse, ma dopo la sua dipartita, avvenuta nel luglio 796, Ecgfrith sopravvisse al potere per soli cinque mesi e il regno passò a un lontano parente di nome Cenwulf nel dicembre 796. Nell'821, Ceolwulf, il fratello di quest'ultimo, gli subentrò assumendo la corona della Mercia: egli dimostrò la sua abilità militare attaccando e distruggendo l'importante fortezza di Deganwy, nel Gwynedd. Il potere dei sassoni occidentali sotto Egberto (re del Wessex dall'802 all'839) crebbe durante questo periodo, tuttavia, e nell'825 Egberto sconfisse il merciano Beornwulf (che aveva rovesciato Celwulf nell'823) a Ellandun.
La schermaglia appena menzionata si rivelò decisiva: Beornwulf fu ucciso mentre sopprimeva una rivolta tra gli angli orientali e il suo successore, un vecchio aldermanno di nome Ludeca (regnò dall'826 all'827), incontrò la stessa sorte. Un altro aldermanno, Wiglaf, regnò in seguito per meno di due anni prima che Egberto del Wessex lo scacciasse dalla Mercia. Nell'830, Wiglaf riconquistò l'indipendenza per la Mercia, ma in quel momento il Wessex era chiaramente diventato la potenza dominante in Inghilterra. Nell'840 circa, Beorhtwulf subentrò a Wiglaf.

### Arrivo dei danesi

I Five Boroughs e la Mercia inglese all'inizio del X secolo

Nell'852, Burgred salì al trono e con Etelvulfo del Wessex soggiogò il Galles settentrionale. Nell'868 gli invasori danesi occuparono Nottingham e cacciarono Burgred dal suo regno nell'874, con Ceolwulf II che prese il suo posto. Nell'877, i danesi si impadronirono della parte orientale della Mercia, divenuto parte del Danelaw. Ceolwulf, ultimo dominus della Mercia, rimase al potere fino all'879. Dall'883 circa e fino alla sua morte nel 911 Etelredo governò la Mercia sotto la signoria del Wessex. Alfredo convertì il suo titolo da "re dei sassoni occidentali" a "re degli anglosassoni" per riflettere l'accettazione della sua signoria su tutta l'Inghilterra meridionale non sotto il dominio danese. Tutte le monete coniate in Mercia dopo la scomparsa di Ceolwulf nell'879 circa riportavano nella definizione del titolo il re della Sassonia occidentale. Etelredo aveva sposato Ethelfleda (870 circa-12 giugno 918), figlia di Alfredo il Grande del Wessex (r. 871-899), assumendone le funzioni quando suo marito si ammalò nell'ultimo decennio della sua vita.
Dopo la morte di Etelredo nel 911, Ethelfleda regnò come "Signora dei Merciani", ma il successore di Alfredo in veste di re degli anglosassoni, Edoardo il Vecchio (r. 899-924), assunse il controllo di Londra e Oxford, che Alfredo aveva posto sotto la signoria di Etelredo. Ethelfleda e suo fratello continuarono la politica di Alfredo di costruire dei burh fortificati, tanto che nel 918 avevano conquistato il Danelaw meridionale nell'Anglia orientale e la Mercia danese.

### Perdita dell'indipendenza
Quando Ethelfleda morì nel 918, Elfwynn, figlia di Etelredo, subentrò come "Seconda Signora dei Merciani", ma nel giro di sei mesi Edoardo l'aveva privata di ogni autorità in Mercia e l'aveva portata nel Wessex. A Edoardo successe, come re degli anglosassoni, il figlio maggiore Atelstano (al potere dal 924 al 939), che era cresciuto in Mercia, la cui autorità andò immediatamente accettata ovunque tranne nel Wessex, almeno fino all'anno successivo. Nel 927 conquistò la Northumbria e divenne così il primo monarca di tutta l'Inghilterra. La Mercia riacquistò brevemente una propria esistenza politica separata dal Wessex nel 955-959, quando Edgar divenne re di Mercia, e di nuovo nel 1016, quando Canuto ed Edmondo II si spartirono il regno inglese, con il primo che acquisì la Mercia. La Mercia preservò una sua identità separata come contea fino alla conquista normanna nel 1066.

## Suddivisioni della Mercia

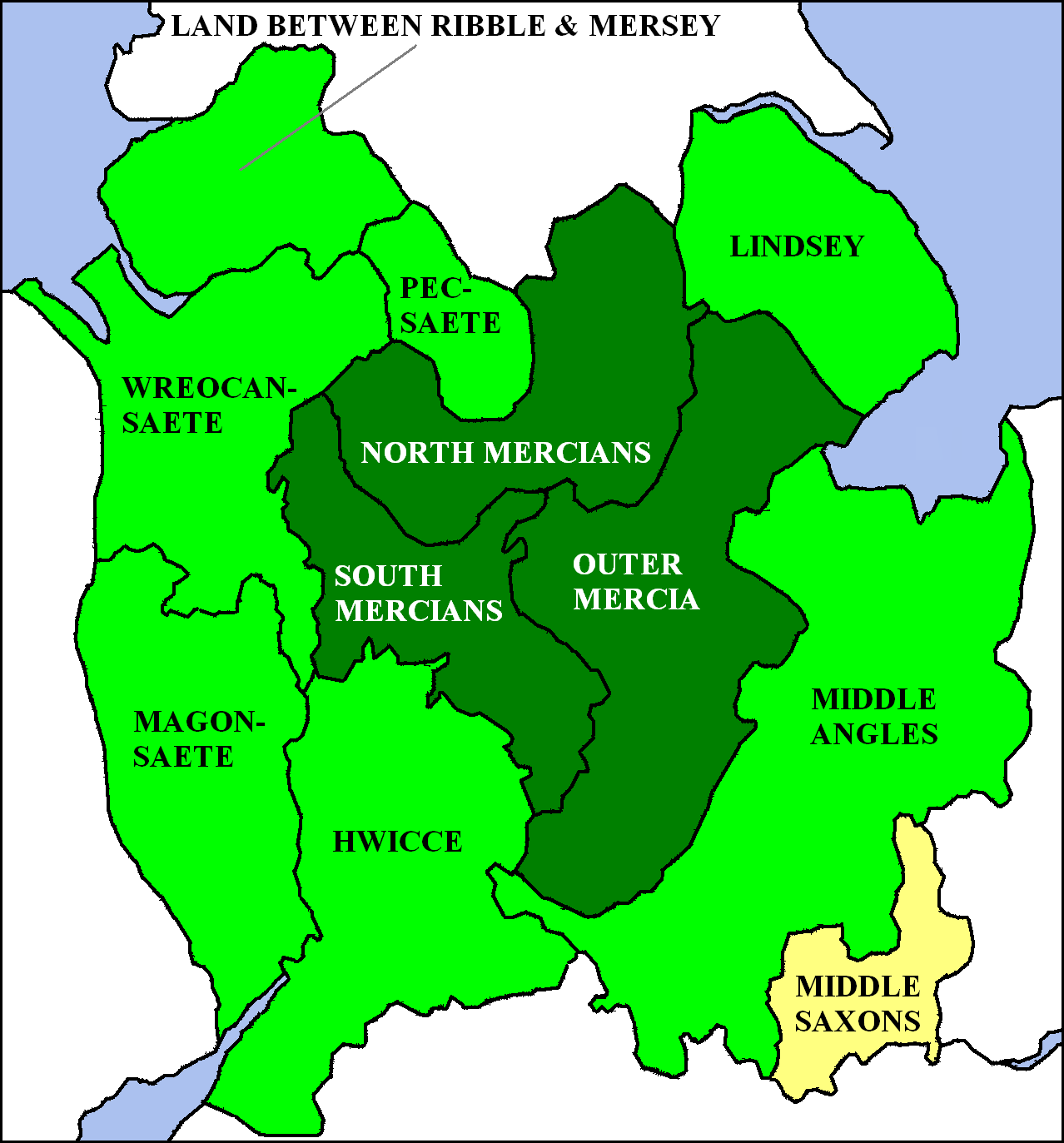
Il regno di Mercia nel momento della sua massima espansione tra il VII e il IX secolo) indicato in verde, mentre la parte più scura è quella dell'area originaria (VI secolo)

Per conoscere la composizione interna del Regno di Mercia, bisogna fare affidamento su un documento di epoca incerta, forse della fine de VII secolo, noto come Tribal Hidage. Questo riferisce di una valutazione dell'estensione, ma non l'ubicazione, dei terreni posseduti (stimati in base all'unità di misura dell'hide), e quindi gli obblighi militari e forse le tasse dovute, da ciascuna delle tribù merciane e dei regni soggetti per nome. Il resoconto è sopravvissuto in diverse copie successive, alcune addirittura del XIV secolo. L'atto elenca un certo numero di popoli, come gli hwicce, che ora sono scomparsi, anche se non i toponimi da loro originati. Le principali suddivisioni della Mercia erano le seguenti:
Merciani del Sud
I merciani che abitavano a sud del fiume Trent. Le tribù locali includevano i tomsaete, concentrati intorno a Tamworth e i Pencersete, vicini a Penkridge (tra South Staffordshire e North Warwickshire).
Merciani del Nord
I merciani che abitavano a nord del fiume Trent (grosso modo tra East Staffordshire, Derbyshire e Nottinghamshire).
Mercia esterna
Una zona che comprendeva amministrativamente le prime terre sottomesse dai merciani, forse del VI secolo (grosso modo Lincolnshire meridionale, Leicestershire, Rutland, Northamptonshire e Oxfordshire settentrionale).
Lindsey
Un tempo regno a sé stante, conteso con la Northumbria nel VII secolo prima di passare definitivamente sotto il controllo merciano (più o meno corrispondente al North Lincolnshire).
Middle Angles
Un'unione di molti piccoli gruppi tribali sotto il controllo merciano del VII secolo, tra cui gli Spaldinga intorno a Spalding, i Bilminga e Wideringa vicino a Stamford, i Gyrwe del nord e del sud vicino a Peterborough, i Wixna orientali e occidentali, i Wille orientali e occidentali vicino a Ely, gli Sweordora, gli Hurstinga e i Gifle vicino a Bedford, gli Hicce intorno a Hitchin, i sassoni delle Chiltern presso le colline omonime e i Feppinga vicino a Thame (grosso modo Cambridgeshire, Bedfordshire, Hertfordshire, Buckinghamshire e Oxfordshire meridionale).
Hwicce
Un tempo regno a sé stante, conteso con il Wessex nel VII secolo prima di passare definitivamente sotto il controllo merciano. I gruppi tribali minori all'interno includevano gli Stoppinga intorno a Warwick e gli Arosaete vicino a Droitwich (grosso modo Gloucestershire, Worcestershire e Warwickshire meridionale).
Magonsete
Un popolo del confine gallese, noto anche come Westerna, sotto il controllo merciano dal VII secolo. I gruppi tribali più piccoli all'interno includevano i Temersete vicino a Hereford e gli Hahlsete vicino a Ludlow (grosso modo Herefordshire e Shropshire meridionale).
Wreocansete
Un popolo del confine gallese sotto il controllo della Mercia dal VII secolo. Gruppi tribali più piccoli all'interno includevano i Rhiwsete vicino a Wroxeter e i Meresete vicino a Chester (grosso modo North Shropshire, Flintshire e Cheshire).
Pecset
Un gruppo tribale isolato del Peak District, sotto il controllo merciano dal VII secolo (Derbyshire settentrionale).
Terra tra Ribble e Mersey
Una regione non meglio individuata a livello amministrativo sotto il controllo merciano del VII secolo (approssimativamente Merseyside e Grande Manchester).
Middlesex
Conquistato a spese dell'Essex nell'VIII secolo, includeva Londra (grosso modo Grande Londra, Hertfordshire e Surrey).
Dopo che la Mercia fu annessa al Wessex all'inizio del X secolo, i governanti della Sassonia occidentale la divisero in shire modellate sul proprio sistema, effettuando le divisioni sulla base di quelle tradizionali di epoca merciana. Queste contee sono sopravvissute perlopiù intatte fino al 1974, tanto che ancora oggi seguono in gran parte i loro confini originali.

## Lingue
Il dialetto merciano fiorì tra l'VIII e il XIII secolo e fu citato da John Trevisa, il quale annotava nel 1387:
J. R. R. Tolkien è uno dei tanti studiosi che si sono occupati di esaminare e ricostruire il dialetto merciano legato alla lingua inglese antica, introducendo vari termini di quell'epoca nel suo Legendarium – specialmente in relazione al Regno di Rohan, altrimenti noto come Mark (un nome affine a Mercia). Il dialetto merciano gettò di fatto la base del linguaggio di Tolkien di Rohan. Inoltre, ad alcuni dei suoi sovrani aveva assegnato gli stessi nomi dei monarchi che compaiono nella genealogia reale di Mercia (ad esempio Fréawine, Fréaláf e Éomer).

## Religione

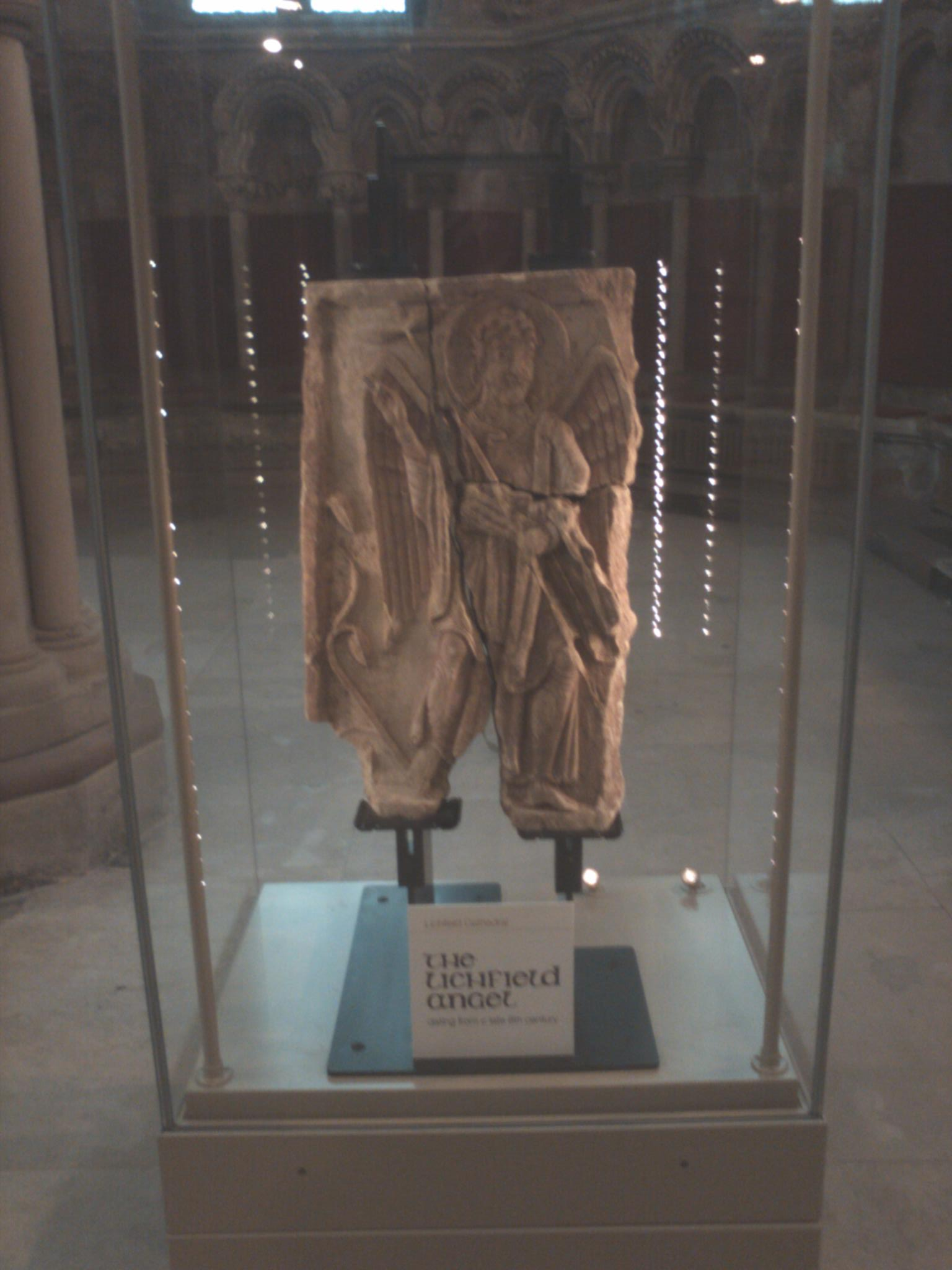
La scultura dell'angelo di Lichfield

I primi re di Mercia erano fedeli al culto tradizionale e resistettero all'espansione del cristianesimo più a lungo di altri regni dell'eptarchia anglosassone.
I governanti merciani rimasero infatti risolutamente pagani fino al regno di Peada nel 656, anche se ciò non impedì loro di unirsi a coalizioni con i governanti cristiani gallesi per resistere alla Northumbria. La prima apparizione del cristianesimo in Mercia, tuttavia, era avvenuta almeno trent'anni prima, in seguito alla battaglia di Cirencester del 628, quando Penda incorporò nel suo regno i territori precedentemente sassoni occidentali di Hwicce.
La conversione della Mercia al cristianesimo avvenne nell'ultima parte del VII secolo e, in contemporanea alla sconfitta e alla morte di Penda, la Mercia appariva in gran parte circondata da stati cristiani. Diuma, monaco irlandese e missionario di Oswiu, andò successivamente ordinato vescovo, il primo ad operare in Mercia. Il cristianesimo alla fine prese piede in Mercia quando Oswiu sostenne Peada come vice-ré dell'Inghilterra centrale, chiedendogli di sposare la figlia di Oswiu, Alchflaed, e di accettare la sua religione.
Passi decisivi per cristianizzare la Mercia furono intrapresi da Chad (latinizzato da Beda in Ceadda), il quinto vescovo a operare nella regione. A questo controverso personaggio fu assegnata della terra da re Wulfhere per costruire un monastero a Lichfield. Le prove suggeriscono che il Libro di Lichfield fu realizzato nella località da cui trae il nome intorno al 730. Come in altri regni anglosassoni, i numerosi piccoli monasteri fondati dai re di Mercia permisero all'aristocrazia, all'apparato militare e al clero di consolidare la propria unità attraverso vincoli di parentela e unioni coniugali.

## Lascito

### Usi moderni del nome Mercia
Il termine midlands si registra per la prima volta (come mydlande) nel 1555. È possibile, quindi, che fino ad allora Mercia fosse rimasto il termine preferito, come emergerebbe dalla citazione di John Trevisa.
John Bateman, che scriveva nel 1876 o nel 1883, si riferiva alle proprietà terriere contemporanee di Cheshire e Staffordshire come parte della Mercia. La fonte più credibile per l'idea di una Mercia contemporanea restano i romanzi di Thomas Hardy sul Wessex. Il primo di questi, edito nel 1874, e lo stesso Hardy lo considerò all'origine del concetto di un Wessex contemporaneo. Bram Stoker ambientò il suo romanzo del 1911 La tana del Verme Bianco in una Mercia contemporanea che potrebbe essere stata influenzata dalla visione di Hardy, il cui segretario era amico del fratello di Stoker. Sebbene la "Mercia edoardiana" non abbia mai avuto il successo del "Wessex vittoriano", rimaneva un'idea che piaceva alle alte sfere della società. Nel 1908, sir Oliver Lodge, rettore dell'Università di Birmingham, scrisse alla sua controparte di Bristol, dando il benvenuto a una nuova università degna "[...] la grande provincia del Wessex di cui soddisferà i bisogni di istruzione superiore. non sarà rivale, ma collega e collaboratore di questa università, la cui provincia è Mercia [...]".
L'esercito britannico ha fatto uso di diverse identità regionali per nominare formazioni più grandi e amalgamate. Dopo la seconda guerra mondiale, i reggimenti di fanteria di Cheshire, Staffordshire e Worcestershire furono organizzati nella Mercian Brigade (1948-1968). Oggi, "Mercia" appare nei titoli di due reggimenti: il reggimento merciano, fondato nel 2007, che recluta nel Cheshire, nel Derbyshire, nel Nottinghamshire, nel Worcestershire e in parti della Grande Manchester e delle Midlands occidentali, e la yeomanry reale della Mercia e di Lancaster, fondata nel 1992 come parte dell'esercito territoriale. Nel 1967, le forze di polizia di Herefordshire, Shropshire e Worcestershire sono confluite nel West Mercia Constabulary, che ha cambiato la denominazione in West Mercia Police nel 2009.
Gli elenchi telefonici delle Midlands includono un gran numero di organizzazioni commerciali e di volontariato che utilizzano "Mercia" nei loro nomi e nel 2012 è stata costituita una nuova lega di calcio chiamata Mercian Regional Football League (oggi Shropshire Premier League).

### Simbolismo e araldica attribuita

Stemma della città di St Albans

Non esiste una versione autentica e incontrovertibile dello stemma merciano, poiché l'araldica non si sviluppò in alcuna forma riconoscibile fino all'Alto Medioevo.
La decusse o croce di Sant'Andrea come simbolo della Mercia potrebbe essere stata in uso fin dai tempi di Offa. Nel XIII secolo, la croce di Sant'Andrea era diventata il simbolo attribuito del Regno di Mercia. Lo stemma si compone di una blasonatura azzurrata e una croce di Sant'Andrea in colore giallo. Il simbolo andò successivamente utilizzato dalla Cattedrale di St Albans (in origine abbazia), fondata dal re Offa di Mercia. Con lo scioglimento dell'edificio religioso e l'incorporazione del comune di St Albans, lo stemma ha finito per diventare quello ufficiale dell'entità amministrativa, come riporta una visita araldica del 1634.
La decusse è usata sia come bandiera che come stemma: simboli del primo genere si rintracciano presso il castello di Tamworth, l'antica sede dei re di Mercia, dove sventola tuttora. La bandiera appare anche sui cartelli stradali che danno il benvenuto alle persone a Tamworth, l'"antica capitale della Mercia". Fu altresì sventolata dal concistoro di Birmingham durante il 2009, mentre il tesoro dello Staffordshire era in mostra in città prima di essere portato al British Museum di Londra. La croce è stata incorporata in una serie di stemmi di città merciane, tra cui Tamworth, Leek e Blaby. È stata riconosciuta come bandiera della Mercia dal Flag Institute nel 2014.
L'aquila bicipite d'argento sormontata da una corona sassone d'oro a tre punte è stata usata da diverse unità dell'esercito britannico come stemma araldico per la Mercia dal 1958, incluso il cosiddetto reggimento merciano. Il disegno deriva dal presunto emblema di Leofrico di Coventry nell'XI secolo. Ad un'analisi attenta, tuttavia, alcuni studiosi hanno fatto notare come alla figura di Leofric venisse affiancata un'aquila nera con una sola testa (e non dunque bicipite).
La viverna, un genere di drago partorito dalla mitologia europea, iniziò ad avere una forte associazione con la Mercia nel XIX secolo. La Midland Railway, che usava come stemma una viverna bianca (argento) sans legs (senza gambe), avendola ereditata dalla ferrovia di Leicester e Swannington, affermava che la "viverna rappresentava la stendardo del Regno di Mercia", oltre ad essere "uno dei simboli distintivi della città di Leicester". Il simbolo è apparso su numerose stazioni e altri edifici aziendali nella regione ed è stato indossato come distintivo d'argento da tutti i dipendenti in uniforme. Tuttavia, nel 1897 il Railway Magazine notò che "non sembrava esserci alcun fondamento storico per cui la viverna fosse associata al Regno di Mercia". Il legame con Leicester risaliva ai tempi di Tommaso Plantageneto (1278 circa-1322), il più potente signore delle Midlands, che lo adottò come suo stemma personale, e fu registrato in una visita araldica della città nel 1619.
Nel romanzo del 1911 di Bram Stoker La tana del Verme Bianco, come detto esplicitamente ambientato a Mercia, la viverna bianca merciana sans legs della Midland Railway si trasformava in una bestia mostruosa, ovvero il verme da cui deriva il titolo del testo. Il termine worm (in italiano "verme") deriva dall'inglese antico wyrm e originariamente si riferiva a un drago o un serpente. Wyvern ("viverna") deriva dall'antico sassone wivere, che significa anche serpente, ed è etimologicamente correlato a viper ("vipera").
La fonte ultima per il simbolismo dei draghi bianchi in Inghilterra sembrerebbe essere l'opera di fantasia di Goffredo di Monmouth intitolata La storia dei re di Britannia (1136 circa), che racconta un episodio della vita di Merlino dove si vede un drago rosso combatterne uno bianco e prevalere. Il drago rosso venne poi adottato come simbolo dai gallesi e la loro eventuale vittoria sugli invasori anglosassoni, simboleggiati dal drago bianco.
Il filologo e studioso di Tolkien Tom Shippey ha suggerito che il Medio Regno ne Il cacciatore di draghi di J.R.R. Tolkien, una storia incentrata su un drago, riprendeva aspetti geografici e geomorfologici della Mercia, ovvero la zona dell'Inghilterra dove Tolkien era cresciuto. La figura leggendaria, chiamata Chrysophylax, sebbene perlopiù ostile, alla fine aiutava Giles a fondare un suo dominio, il Piccolo Regno. Shippey poneva infine l'attenzione sul Mark, cioè la terra dei cavalieri di Rohan, i quali avevano tutti nomi nel dialetto merciano dell'antico inglese. Con Mark si soleva indicare in epoca alto-medievale l'Inghilterra centrale: l'espressione veniva probabilmente indicata e pronunciata come "marc", piuttosto che utilizzando il sassone occidentale "mearc" o la versione latinizzata "Mercia".